# Anders Emanuel Müller
Anders Emanuel Müller, född 1761 i Stockholm, död 1829 i Stockholm, var en svensk målare. 

## Biografi
Müller ägnade sig åt ämbetsmannabanan och blev år 1786 räntmästare. Han var dessutom en flitig och skicklig dilettant i gouachemålning, vilket dels visas av en mängd porträtt, dels större kopior efter antika mästare. En följd teckningar av Stockholmsoriginal på 1790-talet samt ett porträtt av Gustav III torde vara de mest framstående av hans arbeten. Müller var ledamot av Konstakademien och finns representerad vid Nationalmuseum i Stockholm, Norrköpings konstmuseum samt Göteborgs konstmuseum.

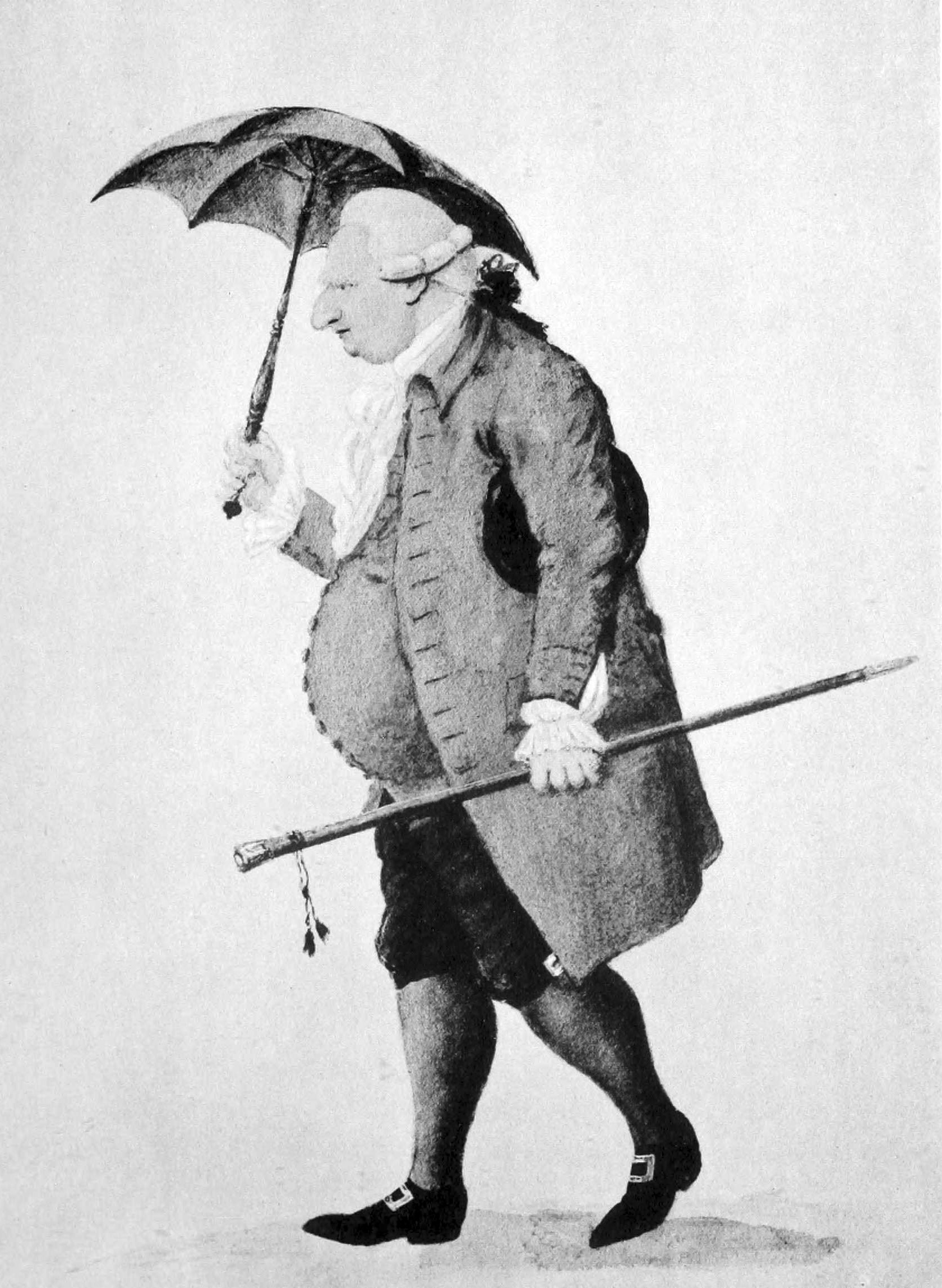
Johan Lorentz Odhelius. Akvarell.